# Блокада українсько-польського кордону
Блокада українсько-польського кордону почалася 6 листопада 2023 року і тривала до 29 квітня 2024 року. Організатори польських протестів вимагали повернення до практики видачі дозволів для українських вантажоперевізників і зменшення їх кількості до довоєнного рівня. Фактично блокада спричинила загальне порушення логістики не тільки сільськогосподарського сектору, а й усієї економіки. Загальні збитки становлять понад €24,8 млн.

## Передумови
24 лютого 2022 року Україна через вторгнення Росії втратила можливість перевезення товарів авіасполученням та морськими шляхами. Для підтримки економічного та оборонного секторів у травні — червні 2022 року Україна з ЄС погодила тимчасову лібералізацію торгівельних відносин: скасування мит на українські товари та транспортний безвіз. 3 листопада 2023 Конфедерація свободи та незалежності заявила про підтримку акції з блокування перевізниками кордону з Україною, що має розпочатися 6 листопада.

## Хронологія

### Протести перевізників
Спочатку польські перевізники планували 3 листопада блокаду кордону на пункті Краківець — Корчова. Після того перенесли блокаду на 6 листопада. Метою блокади було повернення до практики видачі дозволів для вантажоперевізників з України й зменшення кількості від довоєнного рівня, також їх порожні вантажні автомобілі, які повертаються з України до Польщі, могли проїжджати кордон без черги і не чекати по 10-12 днів. Блокада тривала до 3 січня 2024 року. Того ж дня, 6 листопада перевізники розпочали блокаду на трьох пунктах пропуску: Краківець-Корчова, Ягодин-Дорогуськ, Рава-Руська-Гребенне. Пропускна спроможність сягала пропуску по 1 вантажівці на 1 годину.
11 листопада на кордоні з Польщею помер 54-річний український водій.
19 листопада 2023 року Україна створила штаб для водіїв, які були заблоковані на польському кордоні.
23 листопада на кордоні помер ще один український водій.
23 листопада польські перевізники заблокували ще один пункт пропуску Медика-Шегині на 4 дні. Однак з 27 листопада відновили блокування, яке тривало до 23 грудня.
7 грудня Укрзалізниця відправила перший контрейлерний поїзд з 13 вантажівками до Польщі від Скнилова до Славкува. Прикордонне оформлення проводилось на переході Ізов-Грубешів. Трансфер водіїв вантажівок з точки завантаження на залізничну платформу в точку розвантаження забезпечується автобусом.
11 грудня блокада пункту пропуску Ягодин-Дорогуськ завершилась. Однак відновилась блокада 18 грудня.
16 грудня на КПП «Краківець-Корчова» помер український водій фури, яка стояла в черзі через страйк польських перевізників..
4 січня 2024 року вже втретє було заблоковано пункт пропуску Медика-Шегині на три дні.
17 січня було припинено блокаду усіх пунктів пропуску.

18 лютого протестувальники не пропускали поїзд № 119/120 Дніпро — Хелм, в якому було близько 260 пасажирів. 
«Після втручання польської поліції та залізничників поїзд було розблоковано, він продовжив рух. Дякуємо польським колегам за взаємодію та швидке вирішення питання», — Укрзалізниця.

### Протести фермерів
У лютому 2024 року на українсько-польському кордоні розпочали свої протести фермери. 9 лютого відновили блокаду на трьох пунктах пропуску. Один з трьох пунктів пропуску відновили наступного дня. 13 лютого фермерами було заблоковано пункт пропуску Краківець-Корчова. 
20 лютого 2024 року була повна блокада усіх пунктів пропуску, навіть поляки висипали зерно з вантажного вагона біля пункту пропуску Медика-Шегині. Того ж дня стало відомо що тепер й українські перевізники заблокували пункти пропуску Шегині, Краковець та Рава-Руська на кордоні з Польщею у відповідь на перекриття кордону з боку польських фермерів. Організатори акції почали контролювати проїзд через зазначені пункти пропуску. Вони не дозволяють польським водіям вантажівок їхати в об'їзд загальної черги. Українські перевізники розмістили на власних вантажівках плакати, на яких є написи англійською та українською мовами: «Блокада України — зрада європейських цінностей», «Втратить Україна — втрачатиме Польща», «Стоп блокаді на кордонах» та «Зніміть блокаду — поверніть українських водіїв додому». Голова громадської організації «Український транспортний союз у Львівській області» Олег Дубик зазначив, що вантажівки з польськими водіями пропускатимуть в Україну з тією ж швидкістю, з якою польські протестувальники пропускають український транспорт. Акцію українські перевізники пообіцяли продовжувати у цілодобовому режимі до зняття блокади з кордону, або до 15 березня. Слід зазначити, що польські протестувальники заявляють, що в Брюсселі повинна бути створена особлива комісія, представники якої мають приїхати до Польщі і поговорити з фермерами.
Було зафіксовано наймасштабніше пошкодження українського зерна з моменту початку фермерських протестів — вандали пошкодили загалом 160 тонн зерна. Олександр Кубраков — міністр розвитку громад, територій та інфраструктури України, наголосив, що це вже четвертий випадок вандалізму на польських залізничних станціях і висловив занепокоєння через відсутність відповідальності за ці дії. «Зерно йшло транзитом до порту Гданськ, а потім до інших країн. Четвертий випадок вандалізму на залізничних вокзалах Польщі. Четвертий випадок безкарності та безвідповідальності. Як довго уряд і польська поліція дозволять продовжувати цей вандалізм?», — наголосив Кубраков.
22 лютого Президент Польщі Анджей Дуда заявив про підтримку ініціативи Президента України Володимира Зеленського щодо проведення зустрічі на кордоні між двома країнами на рівні урядів для вирішення проблеми з блокадою пунктів пропуску. Однак, канцелярія Дуди запропонувала інші місця для зустрічі, такі як Варшава, Жешув або Люблін, мотивуючи це питанням безпеки.
25 лютого польські протестувальники відновили блокаду КПП «Зосин — Устилуг» на кордоні з Україною, повідомив речник Держприкордонслужби Андрій Демченко.
3 березня блокада вантажного транспорту все ще триває. Президент України у вечерньому звернені сказав:
«Потрібно знайти нарешті рішення і щодо ситуації, зокрема, на польському кордоні, яка вже давно вийшла за межі і економіки, і моралі. Просто неможливо пояснити, як складнощі країни, що стікає кров'ю, можна використовувати у внутрішній політичній боротьбі.»
6 березня польські протестувальники протестували під офісом Дональда Туска. Палили шини, закидували поліцію.
10 березня польські протестувальники тимчасово розблокували пункт пропуску «Краківець-Корчева». Страйк на цьому пункті пропуску продовжать 13 березня. На решті п'яти КПП рух вантажівок так само заблокований.
11 березня протестувальники і поліція на заблокованому кордоні зупиняють автобуси, що йдуть до Польщі і назад. Людей затримують без пояснення.
15 березня о 10:00 за місцевим часом польські аграрії заблокували пункт пропуску Хижне на польсько-словацькому кордоні. Цю інформацію Радіо Свобода підтвердили у ґміні Яблонка. За словами фермерів, саме цими дорогами в Польщу заїжджає агропродукція з України та Росії.
20 березня, польські фермери вийшли на загальнонаціональний страйк. Заступник міністра сільського господарства Польщі Міхал Колодзейчак анонсував блокаду транзиту частини продукції з України. «Ми припускаємо, що це рішення буде діяти, доки не буде досягнуто домовленості про правила торгівлі між Польщею та Україною, які забезпечать захист нашого ринку», — Сказав Міхал Колодзейчак.
18 квітня польські протестувальники заблокували пункти пропуску Медика-Шегині на 1 добу і Краківець-Корчова на 2 доби.
29 квітня 2024 року польські фермери розблокували контрольно-пропускний пункт Рава-Руська – Гребенне на кордоні з Польщею для руху вантажівок. Оформлення та пропуск через кордон вантажівок у двох напрямках здійснюється у звичайному режимі. Водночас, за наявною інформацією, на в’їзд до Польщі не пропускатимуть вантажівки, які переміщують зернові культури. Цей вид вантажу може слідувати по території Польщі виключно в режимі транзиту.

### Повторне блокування
23 листопада 2024 року польські фермери заблокували пункт пропуску Медика - Шегині. А вже ввечері 24 листопада блокада припинилася.

## Російський слід у протестах
Блокаду українських кордонів активно підтримувала і просувала польська ультраправа політична сила «Конфедерація свободи і незалежності», яка поширює російську пропаганду та антиукраїнські настрої у Польщі. Її люблінський представник Рафал Меклер поширив 11 лютого фото розсипаного на дорозі українського зерна, які обурили українців.

## Збитки
У січні 2024 року заступник голови Всеукраїнської агарної ради озвучив суму у понад 1,5 млрд євро що їх втратила українська економіка через страйки, які блокували роботу пропускних пунктів на західних кордонах.

## Реакція

### Польща
Прем'єр Польщі Матеуш Моравецький підтримав повернення дозволів для України.
20 лютого 2024 року міністр сільського господарства та розвитку села Польщі Чеслав Секерський звернувся до фермерів з тим, що міністерство хоче розробити двосторонню угоду з Україною, яка б розширила сферу захисту ринку, включивши до неї інші чутливі продукти. Того ж дня МЗС України закликало Польщу розблокувати кордон.
21 лютого 2024 року заступник міністра сільського господарства Польщі Міхал Колодзейчак повідомив, що офіційні переговори з фермерами, які протестують на кордоні з Україною, розпочнуться в понеділок, 26 лютого. За його словами, якщо ці переговори відбудуться, то це будуть такі переговори, які не проводилися в Польщі на тему сільського господарства протягом 30 років. Мета міністерства — досягти згоди з фермерами.
18 квітня 2024 року Прем'єр-міністр Польщі Дональд Туск закликав польських фермерів припинити блокування кордону з Україною наголосивши, що польська влада не може допустити блокування переходів, незалежно від причин протестів.

### Україна
У перший день блокади посол України Василь Зварич закликав припинити блокаду.
Очільниця департаменту збору та моніторингу дезінформації ЦПД Аліна Бондарчук заявила, що ввезено за період російського вторгнення в Україну 4,3 мільйона тонн українського зерна, водночас було ввезено 12 мільйон тонн російського зерна на територію Польщі. Також вона заявила, що акції фермерів у Польщі фінансує Кремль.
Соцопитування від Центру Разумкова за 21 до 27 березня 2024 року, що українці вважають найбільш негативною зовнішньою подією блокаду кордону поляками.

### Інші
Єврокомісія 16 листопада 2023 року наголосила, що може розпочати карну процедуру проти Польщі, якщо її уряд не розв'яже питання з перевізниками на кордоні..
Латвія 26 листопада 2023 року заявила, що готова приєднатись до переговорів стосовно розблокування кордону з Польщею.